# Леска (Смолянская область)
Леска (болг. Леска) — село в Болгарии. Находится в Смолянской области, входит в общину Мадан. Население составляет 383 человека.

## Политическая ситуация
В местном кметстве Леска, в состав которого входит Леска, должность кмета (старосты) исполняет Юлия Ваклинова Кисёва (независимый) по результатам выборов правления кметства.
Кмет (мэр) общины Мадан — Атанас Александров Иванов (Болгарская социалистическая партия (БСП)) по результатам выборов в правление общины.